# AS São Domingos
AS São Domingos is een Braziliaanse voetbalclub uit Marechal Deodoro, in de staat Alagoas. De club werd opgericht in 1964 en speelde lange tijd in de staatshoofdstad Maceió.

## Geschiedenis
In 1970 speelde de club voor het eerst in de hoogste klasse van de staatscompetitie. Na een goede prestatie in 1971 mocht AS São Domingos in 1972 aantreden in de nationale Série B, waar de club laatste werd in de groepsfase. Met uitzondering van seizoen 1975, was de club tot 1989 actief in de hoogste klasse. In 1997 en 1998 was dit eveneens het geval. In 1999 was AS São Domingos de enige club die zich inschreef in de tweede divisie, waardoor ze automatisch kampioen werden en promoveerden. In deze divisie kon echter niet standgehouden worden.
Na een jaar geen competitie speelde de club in 2002 en 2003 in de tweede divisie en speelde hier tot ze zich vrijwillig terugtrokken in 2019. De club keerde terug in de tweede divisie in 2024 maar trok zich drie wedstrijden voor het einde opnieuw terug, op dat moment had de club slechts één punt. 